# Ferdinand Lärn
Ferdinand Alexander Lärn, född  12 augusti 1900 i Ljungskile, Ljungs församling i Göteborgs och Bohus län, död 10 maj 1985 i Annedals församling, Göteborg, var en svensk journalist, som 1955–1965 var chefredaktör för Göteborgs-Tidningen. Han var bror till journalisten och tecknaren Hubert Lärn och farbror till författaren Viveca Lärn.

## Biografi
Ferdinand Lärn var son till sjökaptenen Lars Larson och hans hustru Elida, född Bildt. Han var elev vid Uddevalla elementarläroverk 1911–1915 och vid Göteborgs högre realläroverk, nuvarande Schillerska gymnasiet 1915–1920. Han studerade sedan vid Göteborgs högskola, där han blev filosofie kandidat 1923. Han hade sitt yrkesverksamma liv från 1923 vid tidningar som gavs ut av Göteborgs Handels- och Sjöfartstidning (GHT). Han var redaktionssekreterare vid Morgontidningen från 1932, notischef vid GHT från 1936, vid dess Stockholmsredaktion från 1945, redaktionssekreterare 1954  samt chefredaktör och ansvarig utgivare för Göteborgs-Tidningen 1955–1965.

Ferdinand Lärn var aktiv inom Samfundet för hembygdsvård samt inom korporationsidrottsrörelsen. Han har skrivit och redigerat några böcker till företagsjubileer.
Det första korsordet på svenska publicerades 1923 i Göteborgs-Tidningen av Ferdinand Lärn.
Ferdinand Lärn gifte sig 1932 med Ewa Stiberg (1911–1999), dotter till handlanden Tage Stiberg och hans hustru Elin, född Strömberg. De hade dottern Ulla, född 1933.
Ferdinand Lärn är gravsatt tillsammans med sin hustru på Mariebergs kyrkogård, Göteborg.